# CODATA
CODATA ali Odbor za podatke v znanosti in tehnologiji (Committee on Data for Science and Technology) je odbor v sklopu Mednarodnega sveta za znanost (International Council of Science ali ICSU). Ustanovljen je bil leta 1966. Njegova osnovna naloga je oskrbovanje z osnovnimi podatki, ki so pomembni za znanost in tehnologijo. 
Delovna skupina za osnovne konstante je bila osnovana leta 1969. Njena naloga pa je občasna objava pomembnih fizikalnih konstant in tabel za njihovo pretvorbo. Prvič jih je CODATA objavila leta 1973, pozneje pa še v letih 1986, 1998, 2002 in 2006. Šesto različico, imenovano »2010CODATA«, so objavili 2011-06-02. Vrednosti so objavljene v publikaciji NIST Reference on Constants, Units, and Uncertainity.
Člani so nacionalne znanstvene akademije, raziskovalni odbori, znanstvene inštitucije ali njihove zveze ter menarodne znanstvene zveze 
CODATA organizira vsaki dve leti tudi mednarodno konferenco .
Zadnja je bila v Cape Townu leta 2010.